# Флоридска струја
Флоридска струја настаје у Мексичком заливу и пролази кроз Флоридски пролаз и обилази око истоименог полуострва, где се сустиче са Антилском струјом и формира познату Голфску струју. Ово је топли дрифт који је 1513. године открио шпански истраживач Хуан Понсе де Леон. Њена брзина кретања износи око 1,8 метара у секунди. 